# Mastos

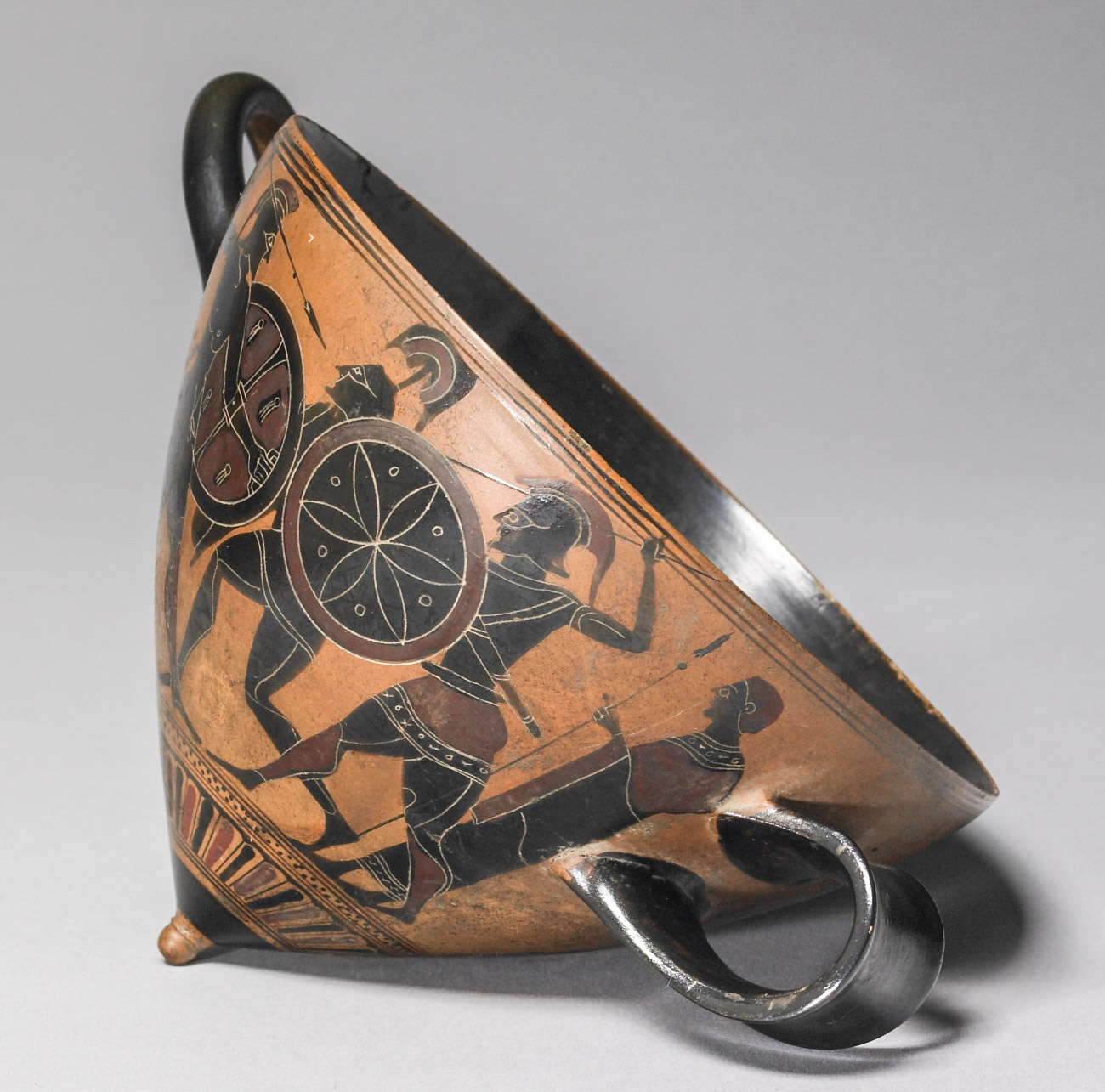
Mastos à figures noires. Vers 530 av. J.-C. Baltimore, Walters Art Museum, inv. 48.223.

Un mastos (du grec ancien : μαστός, « sein ») est une forme de la céramique grecque antique, désignant un vase à boire dont l'apparence fait penser à un sein de femme.
Le nom était déjà usité par les Grecs. Selon Athénée de Naucratis, « Apollodore de Cyrène, au dire de Pamphile, dit que les Paphiens appelaient ainsi le vase à boire ».
Le mastos est en général pourvu de deux anses (deux anses horizontales symétriques ou parfois une anse horizontale et une anse verticale).
Dans certains contextes, notamment chez les Étrusques et les Romains, ce type de vase semble avoir une fonction rituelle.